# Te pertenezco
Te pertenezco es una canción de la cantante mexicana Fey proveniente de su segundo álbum de estudio Tierna la noche (1996). Fue escrita por David Boradoni y Mario Ablanedo y producida por José R. Flórez y fue publicado como tercer sencillo del disco a finales del primer trimestre de 1997. Su letra está inspirada en mitificar a una persona con desesperación estando consciente de la realidad. Su sonido va acorde a su letra con sonidos pausados en las estrofas y velozmente agitados en sus coros caracterizándose como la más oscura del disco.  
Te pertenezco tuvo recepción favorable en Latinoamérica, ubicándose en rankings nacionales importantes especialmente en Venezuela, Chile y Argentina. En México, Colombia, Bolivia y Perú llegó al top de los rankings nacionales. Esta canción junto con su disco tuvieron críticas favorables por medios. 
A pesar de ser uno de los sencillos más exitosos del disco, no contó con un vídeo musical para su promoción, pero circuló una presentación en vivo de la canción, la cual Fey realizó en el Auditorio Nacional de México. Para el 2012, Fey regraba la canción para su álbum en vivo Primera fila y se convierte en sencillo de este.

## Antecedentes y lanzamiento
En una entrevista previos meses antes del lanzamiento del álbum, Fey dijo que para el siguiente disco (Tierna la noche) seguiría la misma línea del disco anterior, con mensajes positivos y fáciles de entender por todos además de agradecer a su fanes por el apoyo en el anterior CD. También aclaró que en el nuevo CD entrarían más baladas y ella continuaría con el sonido pop.    
A consecuencia del éxito de Tierna la noche, se publica este sencillo como tercero.

## Composición y letra
Te pertenezco fue escrita por David Boradoni y Mario Ablanedo y producida por J. R. Flórez. La voz de Fey empieza en forma de susurro y progresivamente se va acrecentando hasta llegar al coro, de la misma manera sucede con la segunda estrofa. La letra posee la trama de una chica que idolatra a un hombre que no le toma importancia. La ilusión y la desesperación marcan el contenido de la canción, en su segunda estrofa se conoce que esta chica es consciente de la realidad en la que se encuentra. Los sonidos de la canción se basan en el dance y lo electrónico.

## Recepción
Gracias al éxito en promoción de Tierna la noche, Te pertenezco logró ubicarse a gusto del público en toda Latinoamérica. La canción logró convertirse uno en listas radiales de México, Colombia, Bolivia y Perú. A raíz de su fama en Brasil, Sony Music edita una versión brasileña del disco siendo versionados tres temas al portugués. Te pertenezco fue escogido para ser versionado, colocándole el título de Ilusão colorida (El color de la ilusión).
Fey interpretó el tema en su tour Tierna la noche en 1997, cuando logró llenar diez veces el Auditorio Nacional de México.

## Lista de canciones
| CD, Sencillo |                 |                                 |          |  |
| N.º          | Título          | Escritor(es)                    | Duración |  |
| 1.           | «Te pertenezco» | David Boradoni / Mario Ablanedo | 3:53     |  |

| CD Tierna la noche (Edición brasileña) |                   |              |          |  |
| N.º                                    | Título            | Escritor(es) | Duración |  |
| 13.                                    | «Ilusão colorida» | César Lemos  | 3:53     |  |

## Posiciones
| Lista (1997)            | Posición más alta |
| ----------------------- | ----------------- |
| Argentina Top 100       | 4                 |
| Charts Bolivia          | 1                 |
| Chile Singles Charts    | 3                 |
| Colombia Singles Charts | 5                 |
| Guatemala               | 9                 |
| México Top 100          | 1                 |
| Perú Top Singles        | 1                 |
| Venezuela Top 100       | 4                 |

## Primera fila
Te pertenezco vuelve a ser sencillo, pero esta vez en el álbum Primera fila (2012).

## Lanzamiento
Fey se reintegra a la disquera Sony en México, después de diez años separada de esta. Para conectar con el público se trató de revivir las canciones del pasado de Fey en esta disquera, entrando así Te pertenezco en la lista de las canciones para este nuevo álbum. El 23 de octubre de 2012, Fey presentó su álbum a la prensa, y a través de su Twitter oficial, Fey anuncio esta canción como sencillo oficial del disco.

## Recepción  y crítica
Muchos no esperaban que este CD devolviera a los tops a Fey ya que su prolongado retiro debió desfavorecerla totalmente. A pesar de ello, el disco se ha ido desvolviendo de una manera adecuada gracias a su promoción. Fey ha presentado la canción en programas televisivos de su país, así como en radios.  
Guillermo Fojaco de la especializada página de crítica musical Masturbación musical comento que Te pertenezco conserva el toque electrónico que poseía y que este esta completamente transformado.

## Videoclip
Para esta versión se tomó el vídeo del DVD de Primera fila, donde Fey realiza una sutil y a la vez eufórica coreografía al lado de su ballet.

## Formato
| CD Primera fila, descarga digital |                 |                                 |          |  |
| N.º                               | Título          | Escritor(es)                    | Duración |  |
| 1.                                | «Te pertenezco» | David Boradoni / Mario Ablanedo | 3:43     |  |

## Posiciones
| Chart                                | Posición más alta |
| ------------------------------------ | ----------------- |
| México Monitor Latino (Pop - Top 20) | 10                |
| México Dame diez (vídeo)             | 1                 |